# フォード・レンジャー (タミヤ)
フォード・レンジャーは、田宮模型（現・タミヤ）が生産していた1/10スケールの電動ラジコンデュアルパーパス・モデル。
米国フォードの「F-150レンジャー・ピックアップ4WD・XLT」をモデル化していた。1981年10月発売、当時のキット価格は19,000円。
- ワーゲンオフローダーと同様に、ボディ･タイヤ･ホイールの相違のみで、基本コンポーネンツはバギーチャンプと共通である。

## メカニズム
- シャシ：FRP製フラットパン構造
- フロントサスペンション：L型コイルスプリング付き2段アーム式（ダブル）フルトレーリング独立懸架、オイルダンパー搭載
- リヤサスペンション：トーションバー付きマクファーソン式ストラット独立懸架、オイルダンパー搭載
- フロントタイヤ／ホイール：中空ラバー、ブロックパターン／8スポーク3ピース組み立て式ホイール
- リアタイヤ／ホイール：中空ラバー、ブロックパターン／8スポーク3ピース組み立て式ホイール
- 駆動方式：2WD、後輪駆動
- モーター：付属マブチ製540Sをアルミ製ミッションブロック最後部に搭載
- デファレンシャルギア：無し、常時直結、デフロック状態
- 搭載バッテリー（別売り）：田宮の6V、7.2V（ラクダ）を横置きで積載
- ボディ：強化樹脂製、前部をピアノ線クリップ、後部は板バネによるキャッチ固定式
- 乾燥重量（コントロール装置、バッテリー除外時）：約1600g
- アンテナ：ピアノ線（スチール）1本
- 販売価格：19000円（当時）